# 第91独立支援旅団 (ウクライナ陸軍)
第91独立支援旅団（だい91どくりつしえんりょだん、ウクライナ語: 91-ша окрема бригада підтримки）は、ウクライナ陸軍の旅団。東部作戦管区隷下。

## 概要

### 冷戦期
1974年12月1日、ソ連地上軍第91工兵旅団としてウクライナ・ソビエト社会主義共和国で創設された。
1979年からアフガニスタン紛争に投入され、1986年にはチェルノブイリ原子力発電所事故に災害派遣された。

### ウクライナ陸軍
1991年12月、ソビエト連邦の崩壊とウクライナの独立で創設されたウクライナ陸軍に編入した。
2004年、部隊縮小に伴い、第91工兵連隊に改編され、2014年に第91独立作戦支援連隊に改編された。
2007年、CIS主催の工兵競技会に出場し、団体総合で優勝した。

### ドンバス戦争

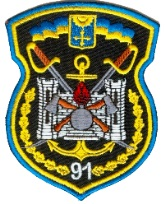
第91工兵連隊章

2014年3月からドンバス戦争で北東部ハルキウ州、東部ルハーンシク州、ドネツィク州に配備され、8月には第51独立親衛機械化旅団隷下の工兵大隊と共に地雷原でイロヴァイスクの陣地を強化し、ロシア軍T-72B3戦車の鹵獲に貢献した。
2019年6月、戦時中ながらコソボに派遣され、国際連合平和維持活動に参加した。
2021年8月23日、ウォロディミル・ゼレンスキー大統領より、名誉称号「アフトゥイルカ」を授与された。

### ロシアのウクライナ侵攻

#### 北部・スームィ戦線
2022年2月24日、ロシアのウクライナ侵攻でロシアと国境を接する北部スームィ州アフトゥイルカ市に配備され、26日にロシア軍の空爆で戦死者70人以上の損害を受けたが、支援部隊ながら第117独立領土防衛旅団隷下の第154独立領土防衛大隊と共に救援が到着するまで戦線を維持し、4月にロシア軍を撃退した。
2023年12月6日、ウォロディミル・ゼレンスキー大統領より、勇気と勇敢さに対する栄誉賞を授与された。
2025年3月、部隊増強に伴い、第91独立支援旅団に改編された。